# Sepicana migsominea
Sepicana migsominea är en skalbaggsart som beskrevs av Gilmour 1949. Sepicana migsominea ingår i släktet Sepicana och familjen långhorningar. Inga underarter finns listade i Catalogue of Life.